# Sam Adrian
Karl Fredrik Samuel (Sam) Adrian, född den 22 maj 1882 i Voxtorps församling, Kalmar län, död den 14 juni 1956 i Örebro, var en svensk gymnast.
Adrian blev löjtnant i Kronobergs regementes reserv 1911 och kapten där 1922. Han blev gymnastikdirektör vid Gymnastiska Centralinstitutet 1909 och gymnastiklärare vid Örebro läroverk 1912. Adrian var gymnastikinspektör för folkskolorna i Närke 1914–1932 och tog även verksam del i den frivilliga gymnastiken. Han var bland annat ordförande i Svenska Gymnastiklärarsällskapet 1913–1923 samt styrelseledamot i Svenska Gymnastikförbundet 1913–1937. Adrian skrev Gymnastiklokaler och deras inredning (tillsammans med Josef Thulin, 1926) och Dagövningar i gymnastik. 1. För småskolan. 2. För folkskolan (tillsammans med sin hustru Greta Adrian, 1926, andra upplagan 1929). Han blev riddare av Vasaorden 1927. Han vilar på Nikolai kyrkogård i Örebro.